# Бахвалов, Николай Михайлович
Николай Михайлович Бахвалов (7 октября 1947 — 9 июля 2013, Якутск) — советский и российский оперный певец, драматический тенор, артист Государственного театра оперы и балета Республики Саха (Якутия) имени Д. К. Сивцева — Суоруна Омоллоона. Заслуженный артист Республики Саха (Якутия) (1999).

## Творческая биография
Николай Бахвалов окончил Саратовскую консерваторию имени Л. В. Собинова в 1981 году. Оперный дебют певца состоялся в 1982 году в Омском музыкальном театре в партии Альфреда («Травиата» Дж. Верди). Выступал в Новосибирском театре оперы и балета, Челябинском театре оперы и балета имени М. И. Глинки, Нижегородском театре оперы и балета, Башкирском театре оперы и балета. С 1992 года и до конца жизни Бахвалов работал солистом оперы в оперном театре Республики Саха (Якутия), преподавал итальянский язык в Якутском музыкальном колледже (с 1994), пел в церковном хоре (с 1996).
В репертуаре певца было около 20 ведущих теноровых партий, среди них Герман («Пиковая дама» П. И. Чайковского), Герцог и Манрико («Риголетто» и «Трубадур» Дж. Верди), Самозванец и Шуйский («Борис Годунов» М. П. Мусоргского), Калаф («Турандот» Дж. Пуччини). Бахвалов первым исполнил две партии — Самозванца и Шуйского — в одном спектакле «Борис Годунов» в постановке А. Борисова.
В творческой биографии певца было участие в мировой премьере оперы В. Кобекина «Александр Македонский» (Военачальник) в Москве 2007 году. В 2009 году этот спектакль с участием Н. Бахвалова получил специальный приз жюри фестиваля «Золотая маска».

## Награды
За заслуги в развитии якутской оперы в 1999 году Н. М. Бахвалову присвоено почётное звание Заслуженный артист Республики Саха (Якутия). В 2002 году певец награждён Знаком отличия «370 лет Якутия с Россией».